# Juraj Paršić
Juraj (Jure, Zore) Paršić (Sveta Nedjelja (Hvar), 12. svibnja 1911. - Glonn blizu Münchena, 19. svibnja  1991.), hrvatski dominikanac, katolički svećenik, protivnik ustaških zločina, politički uznik, žrtva jugokomunističkih progona

## Životopis
Svećeničkim putem pošao je Juraj, njegov brat o. Rando ( Zore) i bratić o. Zlatan Plenković.
U Poljicima je župnik od rujna 1937. do Velike Gospe 1942. godine.
1939. godine počele su se uređivati u Zastražišćima, a iste godine don Juraj uveo je jaslice
i u Poljica, a postavljene su pod oltar Gospe od Ružarija.
Don Juraj je autor teksta na spomen-ploči na pročelju župne crkve u Poljicima na Hvaru: »Bogu na slavu, sv. Ivanu na čast, sebi na spomen i diku, 1940. u vjeri i slozi obnovili mještani.« Don Juraj je najzaslužniji za gradnju današnje jednobrodne crkve, koja veličinom dvostruko premašuje prethodnu. U Poljicima na Hvaru bio je župnik od rujna 1937. do Velike Gospe 1942. godine.
Nakon službovanja u Poljicima Paršić je prešao na drugo mjesto kao župnik. U Zagreb je došao 1941. pred talijanskom okupacijom. Od nadbiskupa Stepinca zatražio je najtežu župu, a on mu je dodijelio župu Jasenovac koju svećenici nisu htjeli preuzeti. 
Bio je župnik u Jasenovcu od blagdana Svih svetih 1942. do siječnja 1945. godine. Ondje je razvio zapaženu karitativno-humanitarnu djelatnost. Nadbiskupa Stepinca redovito je izvješćivao o radu. S nadbiskupom Stepincem uspješno je surađivao.  Mnogi su kod njega intervenirali ne bi li spasili svoje drage iz zloglasnog logora, no i on je bio nemoćan pred opakim režimom. Pretkraj rata upustio se u vrlo opasni potez,  premda ga je sproveo zbog jasnih svećeničkih motiva, jer je imao stalno pred očima slavu Božju i spasenje duša. Travnja 1945. podijelio je sakramente umirućih utamničenim ministrima NDH koji su bili osuđeni na smrt, dr. Mladenu Lorkoviću i Anti Vokiću. Riskirao je život jer je dao odrješenje osuđenicima koji su neuspjelo pokušali izvesti NDH iz omče Sila Osovine i priključiti NDH Saveznicima.
U prvim minutama 7. svibnja 1945. napustio je Zagreb vlakom za ranjenike i bolesnike. Na putu prema Mariboru vlak su zarobili partizani. Među ostalima uhićeni su don Jure Paršić, zatim hrvatski povjesničar i ravnatelj Ustaške pismohrane dr Ivo Guberina te zapovjednik vlaka dr Šime Cvitanović - ravnatelj bolnice na Rebru. Oni i još neke druge osobe bile su odvedene u Zagreb i ondje osuđene, dr. Cvitanović i dr. Guberina na smrt, a don Jure Paršić na višegodišnju robiju. Sudbinu vlaka don Jure je poslije opisao povjesničaru dr Jeri Jarebu. Prvotno je i Paršić bio osuđen na smrt, ali je pomilovan.
Otišao je u Prezid u Gorski kotar gdje je bio župnik. Kratko se zadržao, nakon čega odlazi u Zavalje.
Zbog progona promijenio je nakon rata ime u Matej Marušić (Jure Marušić). Poslije rata, 1948. došao je u župe Drežnik, Vaganac i Rakovica. Tim je župama desetkovani narod zastrašivan, UDBA je odvodila preživjele i sprovodila teror. Narod je tješio u vremenima najteže rigidne diktature. Uz Stanka Kompare i ostale svećenika u slunjskom kraju bio je ne samo pastir nego i simbol ponosa, identiteta, neuništivosti. Pastoralno je djelovao i u tadašnjoj Senjsko-modruškoj biskupiji. UDBA je Paršiću godine 1958. pripremila zamku. Odlučila ga je likvidirati.  Radi vlastite sigurnosti 1958. odlučio je napustiti domovinu te je se spasio bijegom ilegalno preko granice. Do umirovljenja 1981. radio kao svećenik, najprije u Austriji, zatim u Njemačkoj. U Austriji je u logoru Asten zamijenio franjevca splitske provincije Presvetog Otkupitelja fra Mirka Čovića 1961. godine. Hrvatskim je izbjeglicama pružao pastoralnu skrb pruža sve do konca rujna 1967. godine. U emigraciji je radio za hrvatsku sirotinju koja je bježala pred komunističkom tiranijom.
Gorljiv i duboko pobožan svećenik don Zore Paršić Rado je hodočastio na mjesta povezana s Isusovim i Marijinim životom. Don Zore bio je toliko gorljiv i duboko pobožan da je čak izražavao želju kupiti grob u Lurdu, da bi bio što bliže Gospi.
Sjećanja je objavio u Hrvatskoj reviji 1985. godine. Dok je bio u emigraciji, pohodio ga je i prvi hrvatski predsjednik Franjo Tuđman zbog jednoga svjedočanstva iz Drugoga svjetskog rata koje je osobno htio provjeriti (op.a.: objavio je Paršić 1985. godine da je u jasenovačkom logoru moglo izgubiti živote od početka do kraja 1941-1945 između 30 i 40 tisuća ljudi). Paršić je djelovao do 1991. godine. Umro je te 1991. godine u Njemačkoj. Pokopan je u zavičaju.

## Vanjske poveznice
- Dr. fra Petar Bezina - popis osobnih imena iz knjige PROGONI  Arhivirana inačica izvorne stranice od 23. srpnja 2006. (Wayback Machine) Parsic, don Juraj,
- Župa Presvetog Trojstva Slunj  Arhivirana inačica izvorne stranice od 1. ožujka 2016. (Wayback Machine) Foto: Prva Pričest u Drežniku 25.08.1951. (župnik Juraj Paršić koji je promijenio ime u Matej Marušić, rođen 1911. preminuo 1991.))
- Župa Presvetog Trojstva Slunj  Arhivirana inačica izvorne stranice od 1. ožujka 2016. (Wayback Machine) Svjedočanstva o životu vlč. Paršića i foto: Snimak Ivanke Bićanić napravljen oko 1950: svećenici putuju na zbor svete Jelene u Rakovicu konjskom zapregom. Vlč. Juraj Paršić sjedi uz kočijaša. Tu su još tadašnji svećenci: vlč Pero Rajković, vlč Franjo Šiško, vlč. Ivica Jurković.